# NN-9
La carretera NN-9 es una vía departamental secundaria ubicada en el occidente de Nicaragua, dentro del departamento de Chinandega. Conecta las comunidades de El Congo y Santa Catalina.

## Trazado
Tiene una longitud de 3,30 kilómetros, y su función principal es servir como vía de comunicación local entre asentamientos rurales. Forma parte de una secuencia de tramos rehabilitados para mejorar la conectividad en la región de El Viejo.

## Estado
Fue rehabilitada en el año 2014, con fondos del Ministerio de Transporte e Infraestructura, dentro del programa de mejoramiento de la red secundaria.